# Kobayashi Yuki
Kobayashi Yuki (sinh ngày 24 tháng 4 năm 1992) là một cầu thủ bóng đá người Nhật Bản.

## Đội tuyển bóng đá quốc gia Nhật Bản
Kobayashi Yuki thi đấu cho đội tuyển bóng đá quốc gia Nhật Bản từ năm 2016.

## Thống kê sự nghiệp
| Đội tuyển bóng đá Nhật Bản | Đội tuyển bóng đá Nhật Bản | Đội tuyển bóng đá Nhật Bản |
| Năm                        | Trận                       | Bàn                        |
| -------------------------- | -------------------------- | -------------------------- |
| 2016                       | 2                          | 0                          |
| 2017                       | 2                          | 0                          |
| 2019                       | 4                          | 0                          |
| Tổng cộng                  | 8                          | 0                          |